# Wnt
Wnt (čteno „wint“) je skupina signálních glykoproteinů, které jsou vylučovány z buněk a ovlivňují celou řadu důležitých vývojových procesů díky vlivu na buněčné dělení, diferenciaci, buněčnou polaritu a migraci a také na vývoj nervové soustavy. Wnt je klíčovým hráčem tzv. Wnt signalizace; některé její poruchy jsou spojovány i s rakovinným bujením.
Wnt proteiny obsahují velké množství cysteinových skupin, jsou bohatě glykosylované a nesou lipidové skupiny.